# Ratu
Ratu – tytuł wodza na Fidżi, jego odpowiednikiem dla kobiet jest Adi.
Znani Ratu:
- Udre Udre
- Ratu Sir George Cakobau
- Ratu Seru Epenisa Cakobau
- Ratu Sir Penaia Ganilau
- Ratu Josefa Iloilo
- Ratu Naiqama Lalabalavu
- Ratu Wiliame Katonivere
- Ratu Sir Kamisese Mara
- Ratu Tevita Momoedonu
- Ratu Sir Lala Sukuna